# Duninówko
Duninówko (kaszb. Nowé Dunowò lub Nowé Dënowò, niem. Neu Dünnow) – kolonia-ulicówka w Polsce położona w województwie pomorskim, w powiecie słupskim, w gminie Ustka. 
Osada wchodzi w skład sołectwa Duninowo.
W latach 1975–1998 miejscowość administracyjnie należała do województwa słupskiego.

## Nazwa
Nazwa jest tzw. chrztem nazewniczym i ma charakter pseudotopograficzny-relacyjny. Powstała poprzez dodanie do nazwy pobliskiej wsi Duninowo formantu zdrabniającego -k-. Niemiecka nazwa Neu Dünnow ma charakter topograficzny-relacyjny i powstała przez dodanie członu neu „nowy” do nazwy miejscowości Dünnow (obecnie Duninowo).
Rada Języka Kaszubskiego proponuje kaszubską formę nazwy Duninówkò.